# Тяжёлая атлетика на Универсиадах
Соревнования по тяжёлой атлетике проводились на трёх летних Универсиадах — в 2011, 2013 и 2017 годах.

## Призёры соревнований

### Мужчины

##### До 56 кг
| Год  | Золото      | Серебро                    | Бронза       |
| ---- | ----------- | -------------------------- | ------------ |
| 2011 | Li Lizhi    | Surahmat bin Suwoto Wijoyo | Tan Chichung |
| 2013 | Xu Jingui   | Surahmat Bin Suwito Wijoyo | Олег Сырги   |
| 2017 | Ом Юн Чхоль | Луис Альберто Гарсия       | Арли Чонтей  |

##### До 62 кг
| Год  | Золото         | Серебро         | Бронза            |
| ---- | -------------- | --------------- | ----------------- |
| 2011 | Эко Юли Ираван | Chen Meilong    | Withawat Kritphet |
| 2013 | Фархад Харки   | Cha Kum-chol    | Ёити Итокадзу     |
| 2017 | Син Чхоль Бом  | Antonio Vázquez | Kao Chan-Hung     |

##### До 69 кг
| Год  | Золото         | Серебро        | Бронза            |
| ---- | -------------- | -------------- | ----------------- |
| 2011 | Deni           | Вон Джон Сик   | Mohamed Sultan    |
| 2013 | Фирудин Гулиев | Jaber Behrouzi | Бернарден Матам   |
| 2017 | Альберт Линдер | Ким Мён Хёк    | Masanori Miyamoto |

##### До 77 кг
| Год  | Золото                   | Серебро              | Бронза            |
| ---- | ------------------------ | -------------------- | ----------------- |
| 2011 | Aghasi Aghasyan          | Viacheslav Lastukhin | Victor Kharchenko |
| 2013 | Rasoul Taghian Chadegani | Улугбек Алимов       | Дмитрий Хомяков   |
| 2017 | Айдар Казов              | Вячеслав Яркин       | Alex Bellemarre   |

##### До 85 кг
| Год  | Золото       | Серебро            | Бронза           |
| ---- | ------------ | ------------------ | ---------------- |
| 2011 | Ринат Киреев | Zhang Shichong     | Ryu Jun Ho       |
| 2013 | Апти Аухадов | Артём Окулов       | Габриэл Сынкрэян |
| 2017 | Денис Уланов | Андраник Карапетян | Jang Yeon-hak    |

##### До 94 кг
| Год  | Золото           | Серебро            | Бронза          |
| ---- | ---------------- | ------------------ | --------------- |
| 2011 | Андрей Деманов   | Ауримас Диджбалис  | İbrahim Arat    |
| 2013 | Александр Иванов | Александр Зайчиков | Kendrick Farris |
| 2017 | Егор Климонов    | Рустем Сыбай       | Sarat Sumpradit |

##### До 105 кг
| Год  | Золото           | Серебро           | Бронза         |
| ---- | ---------------- | ----------------- | -------------- |
| 2011 | Геннадий Муратов | Mykola Hordiychuk | Алексей Ловчев |
| 2013 | Руслан Нурудинов | Андрей Деманов    | Давид Беджанян |
| 2017 | Симон Мартиросян | Родион Бочков     | Kia Ghadami    |

##### Свыше 105 кг
| Год  | Золото         | Серебро        | Бронза        |
| ---- | -------------- | -------------- | ------------- |
| 2011 | Петер Надь     | Олег Прошак    | Hayk Hakobian |
| 2013 | Руслан Албегов | Bahador Molaei | Магомед Абуев |
| 2017 | Гор Минасян    | Чэнь Шицзе     | Hwang Woo-man |

### Женщины

##### До 48 кг
| Год  | Золото      | Серебро       | Бронза               |
| ---- | ----------- | ------------- | -------------------- |
| 2011 | Xiao Hongyu | Лян Чхунхва   | Пенсири Лаосирикул   |
| 2013 | Xiao Hongyu | Paek Il-Hwa   | Panida Khamsri       |
| 2017 | Ли Сон Гым  | Беатрис Пирон | Сри Вахюни Агустиани |

##### До 53 кг
| Год  | Золото     | Серебро         | Бронза              |
| ---- | ---------- | --------------- | ------------------- |
| 2011 | Ji Jing    | Hsu Shu-ching   | Pramsiri Bunphithak |
| 2013 | Kanae Yagi | Kittima Sutanan | Айшегюль Чобан      |
| 2017 | Ri Su-yon  | Liu Feng        | Supattra Kaewkhong  |

##### До 58 кг
| Год  | Золото      | Серебро          | Бронза                         |
| ---- | ----------- | ---------------- | ------------------------------ |
| 2011 | О Джонъэ    | Luo Liqin        | Monica Patricia Dominguez Lara |
| 2013 | Го Синчжунь | Чхве Хё Сим      | Пимсири Сирикаев               |
| 2017 | Го Синчжунь | Сукания Срисурат | Kim Chung-sim                  |

##### До 63 кг
| Год  | Золото        | Серебро         | Бронза           |
| ---- | ------------- | --------------- | ---------------- |
| 2011 | Ho Hsiao-Chun | Kim Yun-jong    | Seda İnce        |
| 2013 | Pyon Yong-Mi  | Карина Горичева | Kim Soo-kyung    |
| 2017 | Лим Ынсим     | Тима Туриева    | Chiang Nien-hsin |

##### До 69 кг
| Год  | Золото          | Серебро         | Бронза                  |
| ---- | --------------- | --------------- | ----------------------- |
| 2011 | Кан Юэ          | Мун Ю Ра        | Мари-Эве Бошмен         |
| 2013 | Оксана Сливенко | Hung Wan-ting   | Manzurahon Mamasaliyeva |
| 2017 | Hung Wan-ting   | Карина Горичева | Jong Chun-hui           |

##### До 75 кг
| Год  | Золото             | Серебро           | Бронза               |
| ---- | ------------------ | ----------------- | -------------------- |
| 2011 | Khanittha Petanang | Li Yang           | Lee Ae-ra            |
| 2013 | Ольга Зубова       | Надежда Евстюхина | Мари-Эве Бошмен-Надо |
| 2017 | Лим Джон Сим       | Дарья Наумова     | Yao Chi-ling         |

##### Свыше 75 кг
| Год  | Золото             | Серебро              | Бронза    |
| ---- | ------------------ | -------------------- | --------- |
| 2011 | Anastasia Chernykh | Александра Аборнева  | —         |
| 2013 | Татьяна Каширина   | Читчанок Пулсабсакул | Ли Хисоль |

##### До 90 кг
| Год             | Золото     | Серебро       | Бронза       |
| --------------- | ---------- | ------------- | ------------ |
| 2017 (до 90 кг) | Ирина Деха | Диана Мстиева | Lo Ying-yuan |

##### Свыше 90 кг
| Год  | Золото     | Серебро               | Бронза      |
| ---- | ---------- | --------------------- | ----------- |
| 2017 | Ким Гукхян | Читчанок Пульсабсакул | Mercy Brown |

## Медальный зачёт
суммарно медали для страны во всех видах соревнований
| Место           | Страна                   | Золото | Серебро | Бронза | Всего |
| --------------- | ------------------------ | ------ | ------- | ------ | ----- |
| 1               | Россия                   | 11     | 8       | 5      | 24    |
| 2               | КНДР                     | 10     | 5       | 3      | 18    |
| 3               | Китай                    | 6      | 5       | 0      | 11    |
| 4               | Китайский Тайбэй         | 4      | 3       | 5      | 12    |
| 5               | Казахстан                | 3      | 4       | 1      | 8     |
| 6               | Армения                  | 3      | 1       | 1      | 5     |
| 7               | Индонезия                | 2      | 2       | 1      | 5     |
| 8               | Иран                     | 2      | 1       | 1      | 4     |
| 9               | Таиланд                  | 1      | 4       | 7      | 12    |
| 10              | Украина                  | 1      | 2       | 1      | 4     |
| 11              | Узбекистан               | 1      | 1       | 1      | 3     |
| 11              | Япония                   | 1      | 1       | 1      | 3     |
| 13              | Венгрия                  | 1      | 0       | 0      | 1     |
| 14              | Республика Корея         | 0      | 2       | 6      | 8     |
| 15              | Доминиканская Республика | 0      | 2       | 0      | 2     |
| 16              | Литва                    | 0      | 1       | 1      | 2     |
| 16              | Мексика                  | 0      | 1       | 1      | 2     |
| 18              | Беларусь                 | 0      | 1       | 0      | 1     |
| 18              | США                      | 0      | 1       | 0      | 1     |
| 18              | Франция                  | 0      | 1       | 0      | 1     |
| 21              | Канада                   | 0      | 0       | 3      | 3     |
| 21              | Турция                   | 0      | 0       | 3      | 3     |
| 23              | Египет                   | 0      | 0       | 2      | 2     |
| 24              | Великобритания           | 0      | 0       | 1      | 1     |
| 24              | Молдова                  | 0      | 0       | 1      | 1     |
| 24              | Румыния                  | 0      | 0       | 1      | 1     |
| Всего стран: 26 | Всего стран: 26          | 46     | 46      | 46     | 138   |